# Enotria
Enotria, av oskiska oenotri, ung. ’vinodlare’, var namnet på det område där enotrier bodde i den nuvarande italienska regionen Kalabrien. När sedan grekerna på 700-talet f.Kr. koloniserade den italiska halvön, fick hela halvön namnet Enotria.